# Maytenus insculpta
Maytenus insculpta là một loài thực vật có hoa trong họ Dây gối. Loài này được Steyerm. mô tả khoa học đầu tiên năm 1988.